# Hamilton-operator
Hamiltonoperatoren er en kvantemekanisk operator H, der beskriver energien af et system og opfylder Schrödingerligningen {\displaystyle H\Psi =E\Psi }, hvor E er energien. Hamiltonoperatoren er defineret ved
{\displaystyle H=-{\frac {\hbar ^{2}}{2m}}\Delta +V}, hvor ħ er den reducerede Planckkonstant {\displaystyle h/2\pi }, m er massen, Δ er Laplace-operatoren og V er potentialet.
Ved at udnytte at impulsoperatoren er er -iħ∇, og at den kinetiske energi er {\displaystyle {\frac {p^{2}}{2m}}}, kan Hamiltonoperatoren omskrives som {\displaystyle {\frac {p^{2}}{2m}}+V}.